# Zaldapa

Carte de la Scythie Mineure montrant l'emplacement de Zaldapa.

Zaldapa (ou Zeldepa, en grec ancien : Ζάλδαπα, Ζέλδεπα) est une cité fortifiée romaine située en Scythie Mineure, près des villages d'Albrit et de Krouchari en Dobroudja du Sud, en Bulgarie.

## Histoire
Avant la période romaine, Zaldapa est habitée par les Thraces dont la romanisation aboutit aux Thraco-Romains, lesquels sont christianisés vers le Ve siècle. Les recherches archéologiques ont mis en évidence des murailles, une basilique civile romaine, une basilique paléochrétienne et une importante citerne à eau. Les remparts comprennent près de trente-deux bastions de différentes tailles, trois portes principales et deux portes secondaires. La porte nord est double et configurée de manière à pouvoir piéger d'éventuels assaillants. Après les invasions gothiques, Zaldapa est restaurée sous le règne de l'empereur Justinien au VIe siècle, dans le cadre de son entreprise de consolidation des forteresses de Mésie. Elle est alors le siège d'un évêché. La ville de Zaldapa est le lieu de naissance du général Vitalien, qui se révolte à plusieurs reprises contre Anastase Ier (491-518). Dans les années 500, c'est l'un des plus importants sites de l'Empire romain d'Orient dans la région du Bas-Danube (Παριστρίων ou « Paristrie »). La « ligne Jireček » y passe : le grec et le latin y sont également pratiqués, et en 2015, une importante pierre gravée en grec a été découverte dans les ruines de la basilique épiscopale. Au tournant du VIIe siècle, la pénétration accrue des Slaves puis la victoire en 680 des Bulgares contraignent l'Empire à céder la région au Premier Empire bulgare : Zaldapa est alors abandonnée et ne sera pas relevée. Slaves et Bulgares adopteront à leur tour le christianisme de rite byzantin au IXe siècle et, par la même occasion, les alphabets glagolitique et cyrillique créés pour les langues slaves par Cyrille et Méthode à partir de l'alphabet grec.

## Source
1. ↑  Georgi Atanasov (Musée historique régional de Silistra), Nicolas Beaudry (Université du Québec à Rimouski, Albena Milanova (Université Saint-Clément-d'Ohrid de Sofia) et Dominic Moreau (Université de Lille, UMR 8164-HALMA), 
« Mission archéologique internationale à Zaldapa (Kruchari, Bulgarie) », Conseil de recherches en Sciences humaines du Canada (CRSH/SSHRC),